# Chinese Consolidated Benevolent Association
Chinese Consolidated Benevolent Association is een Chinees-Amerikaanse vereniging die vertegenwoordigd is in verschillende delen van de Verenigde Staten en Canada. Het staat in Seattle ook wel bekend onder de naam Chong Wa Benevolent Association, in Hawaï onder de naam United Chinese Society in Honolulu en de naam Chinese Six Companies (六大公司) verwijst naar de Chinese Consolidated Benevolent Association in San Francisco, Californië.

## Ontstaan

### New York

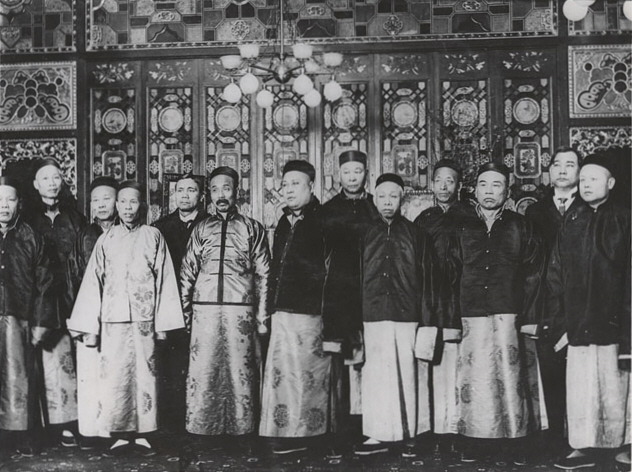
De eerste voorzitters van de Six Companies in traditionele kleding

De Chinese Consolidated Benevolent Association is opgericht in New York in 1883. Het is daarmee de oudste Chinese gemeenschapsvereniging in Chinatown. De vereniging groeide uit tot een vereniging met een CBA-gebouw in 26 steden in Noord-Amerika, te weten in: Augusta (Georgia), Bakersfield, Boston, Chicago (Illinois), Cleveland, Denver, Fresno, Honolulu, Houston, Los Angeles, Montreal, New York, Philadelphia, Portland, Sacramento, Salinas, San Diego, San Francisco, Seattle, Stockton, Toronto, Ontario, Vancouver, Victoria en Washington.

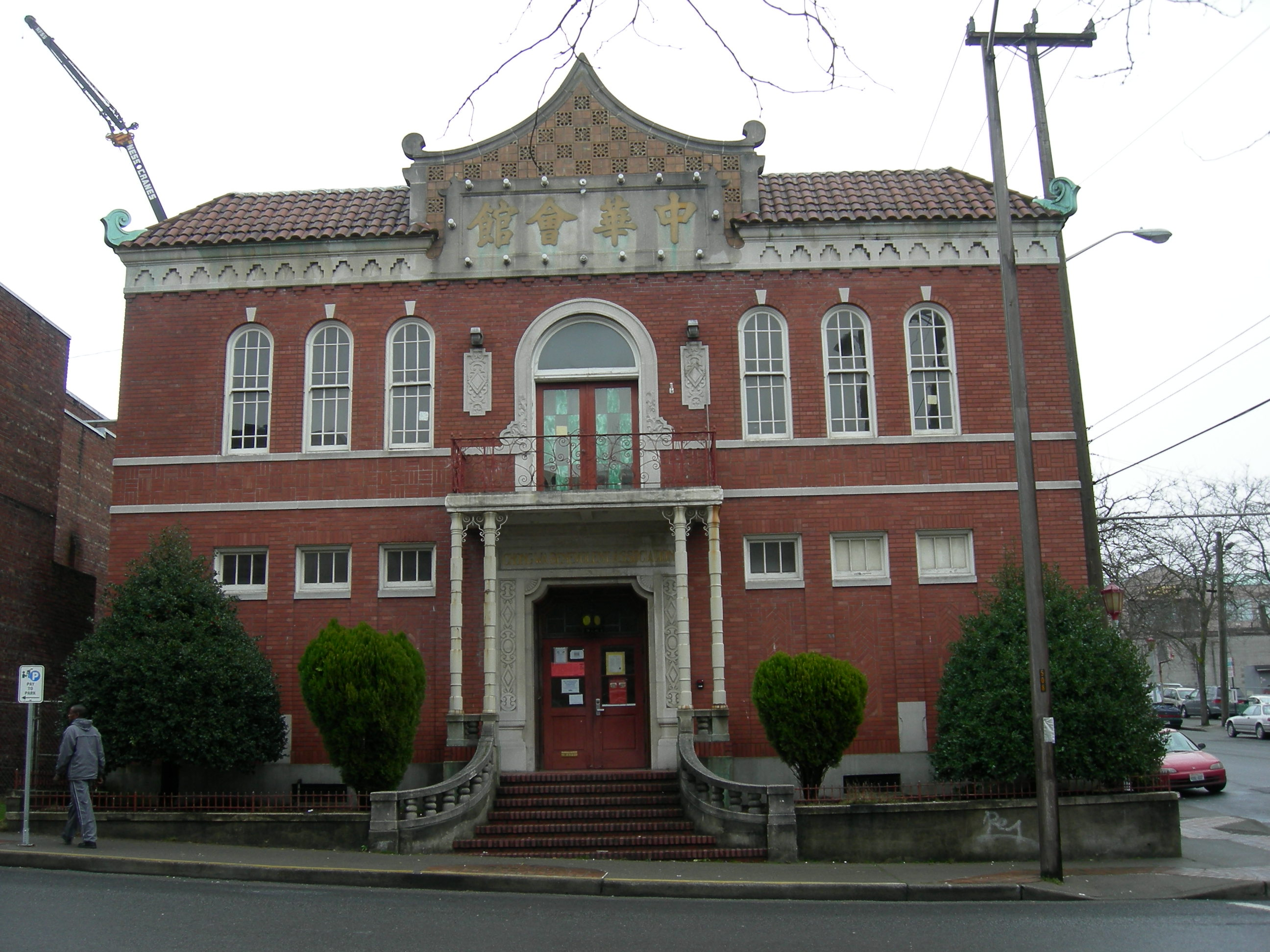
Chong Wa Benevolent Association, Seattle

## Doelen van de vereniging
De belangrijkste doelen zijn:
- geven van sociale hulp
- bemiddelen van conflicten
- promoten van Chinese tradities en culturele erfgoederen
- maken van een verbintenis tussen de Chinese Amerikanen en andere bevolkingsgroepen
- promoten van Chinees-Amerikaanse interesses
- organiseren van activiteiten voor het goede doel
- sponsoren van educatie- en recreatie-activiteiten
- sponsoren en promoten van ondersteuning voor jeugd
- voorzien en beschermen van kleine ondernemingen